# Porzana nigra
Porzana nigra е изчезнал вид птица от семейство Rallidae.

## Разпространение
Видът е разпространен във Френска Полинезия.